# Gabor Tamás
Gabor Tamás (* 17. April 1966; † 24. Juli 2022) war ein ungarischer Eishockeyspieler und -trainer, der den Großteil seiner aktiven Karriere in den unterklassigen deutschen Spielklassen verbrachte.

## Werdegang
Der Stürmer war Junioren-Auswahlspieler in seinem Heimatland Ungarn und kam Ende der 1980er-Jahre nach Deutschland. In der Saison 1987/88 absolvierte er elf Spiele für den EV Stuttgart in der 2. Bundesliga Süd und wechselte im Saisonverlauf zum Oberligisten EV Regensburg. Über die Station ESC Wernau kam Tamás zur Saison 1990/91 zum Regionalligisten Herforder EG. Mit den Herfordern wurde er Meister der Regionalliga West und schaffte den Aufstieg in die Oberliga Nord. Am Saisonende wechselte er zum Oberligisten ESC Wedemark. Zur Saison 1994/95 kehrte Tamás nach Herford zurück und spielte für den Herforder EC, mit dem er den Aufstieg in die 2. Liga Nord schaffte. In der Saison 1995/96 spielte er noch für den ERV Schweinfurt in der 2. Liga Süd und beendete danach seine Spielerkarriere. 
Danach war er beim ERV Schweinfurt als Trainer aktiv. Seine Tochter Jenny Tamás spielte 95-mal für die deutsche Nationalmannschaft und nahm an den Olympischen Winterspielen 2006 in Turin teil, wobei sie die jüngste Spielerin des Kaders war.